# Gamla varmbadhuset i Norrköping

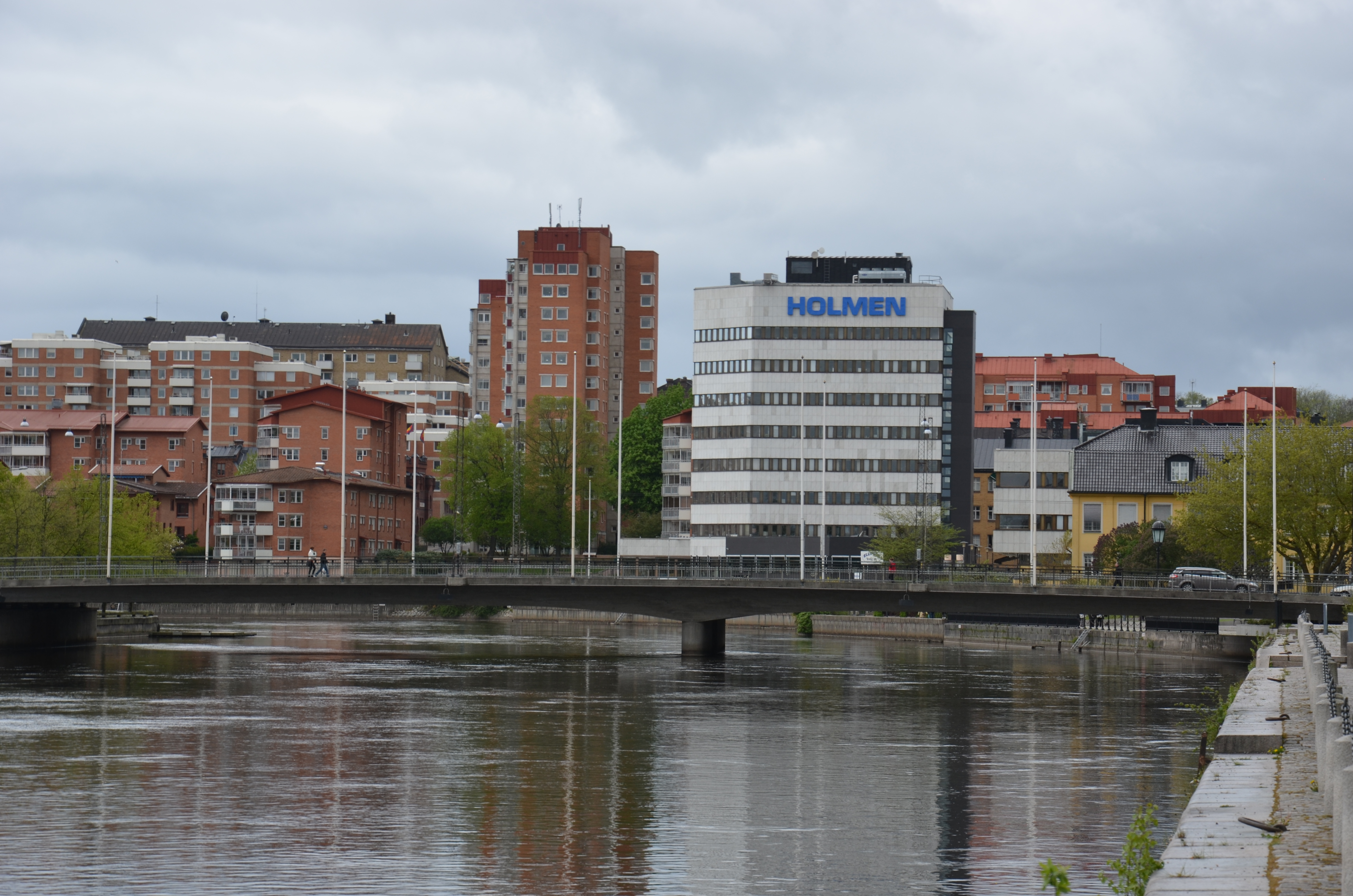
Saltängsbron och Motala ströms krök vid Refvens grund, 2012.

Gamla varmbadhuset var ett privat varmbadhus i Norrköping, med kallvattenbassänger i Motala ström, under andra hälften av 1800-talet. Det låg på en strandtomt vid Garvaregatan, i stadsdelen Nordantill.  

## Historik
En del fabriker hade tidigt egna små kallbadhus vid Motala ström för sina anställda. Det första allmänna badhuset öppnades 1819 vid Kvarngatan nära Bergsbron. Det hade fyra rum med ett badkar i varje, samt en trappa ned för dopp i floden. En av badhusets direktörer var rådmannen Gustaf Zander och han efterträddes av sin son, arkitekten Gustaf Erik Zander. 
I en tid då vattenkurer varmt rekommenderades blev det lilla badhuset snart otillräckligt. År 1844 bildades Nya Badhusbolaget med klädesfabrikören Jean Adolf Arnberg i spetsen. Norrköpings stad upplät en strandtomt i kvarteret Kullen vid Garvaregatan och stadsarkitekten Carl Theodor Malm fick uppdraget att rita byggnaden, som skulle bli en ”yttre prydnad för staden”. 
Badhuset, som låg granne med Tuppens textilfabrik, erbjöd karbad, duschbad, bassängbad, ångbad och hälsobad. Redan efter tio år ansågs badhuset otidsenligt, men avtalet med staden gjorde att det inte fick avvecklas förrän ett nytt byggts. En bit in på 1890-talet revs slutligen badhuset.
Vid Refvens grund på andra sidan Motala ström byggdes ett kallbadhus på 1840-talet, vilket förstörts av vårfloden 1867. Det återuppfördes på samma plats året därpå, då med inbyggd bassäng. Det ritades i morisk stil med kupoltorn av Gustaf Erik Zander, som också ägde det tillsammans med byggmästaren Gustav Ph. Olander genom företaget Strömbadbolaget. Arkitekten var engagerad i både det gamla badhuset vid Kvarngatan och i Nya Badhusbolaget. Det revs 1915.
Det gamla varmbadhuset vid Bergsbron bedömdes på 1840-talet vara föråldrat i en tid, då "vattenkurer" blivit på modet. År 1844 bildades Nya Badhusbolaget på initiativ av klädesfabrikören Jean Adolf Arnberg (1803-1875). Staden ställde till bolagets förfogande en tomt i kvarteret Kullen vid Garvaregatan. Ett badhus där ansågs med sitt läge mitt emot Saltängsbron kunna bli en prydnad för staden.

## Malmska badhuset
Badhuset i två våningar byggdes symmetriskt omkring två trapphus och var uppdelat i en hälft för män och en för kvinnor. Ut mot Motala ström fanns två skilda bassänger i små flygelbyggnader. 

## Nytt varmbadhus
Det Malmska badhuset ersattes 1891 av ett nytt, kommunalt varmbadhus i hörnet Gamla Rådstugugatan/Nya Rådstugugatan snett emot strömmen på östra stranden, vilket 1915 kompletterades med en inbyggd simbassäng. Detta varmbadhus stängdes för gott 1971 och ersattes av Centralbadet i Norrköping i Ljura